# جيمي سنكلير
جيمي سنكلير (بالإنجليزية: Jamie Sinclair)‏ هي لاعبة كرلنغ أمريكية وكندية، ولدت في 21 فبراير 1992 في أنكوريج في الولايات المتحدة.

## الحياة الشخصية
ولدت سنكلير في أنكوراج، ألاسكا، حيث كان والدها الكندي في تبادل عسكري. عادت العائلة إلى كندا عندما كانت في الثانية من عمرها، واستقرت في شمال كيبيك قبل أن تنتقل إلى أونتاريو.
في أكتوبر 2016 أُعلن أنها ستظهر كـ "ملكة جمال يوليو" في تقويم نساء الكرلنج لعام 2017.
ولدت سنكلير بإعاقة سمعية. تخرجت من جامعة كارلتون بدرجة الشرف في إدارة الأعمال الدولية وأكملت سنة من الدراسة في الخارج في تشيلي.

## وصلات خارجية
- جيمي سنكلير على موقع الاتحاد الدولي للكرلنغ (الإنجليزية)
- جيمي سنكلير على موقع اللجنة الأولمبية والبارالمبية الأمريكية (الإنجليزية)